# Grove (Oxfordshire)
Grove – miasto w Wielkiej Brytanii, w Anglii, w regionie South East England, w hrabstwie Oxfordshire.
Miasto od czasu zmiany granic hrabstw Berkshire i Oxfordshire w 1974, zostało największym ośrodkiem miejskim południowej części hrabstwa Oxfordshire i przeżywa gwałtowny rozkwit. Znajduje się tu siedziba zespołu Williams F1.